# Узраст сексуалне сагласности
Узраст сексуалне сагласности представља минималну старост након које се особа сматра правно способном да ступи у добровољни сексуални однос, и типично је нижа од пунолетности.
Старост за сексуални пристанак варира од земље до земље, може зависити од врсте сексуалног чина, пола учесника у сексуалном чину или других критеријума, као што је положај моћи. Неки закони праве разлику између сексуалних односа између вршњака и сексуалних односа између особа различитог узраста (на пример, малолетних и одраслих).

## Друштвени став
Друштвени став о одговарајућем узрасту сексуалне сагласности се временом мења и креће навише у модерним временима. На пример, за земље западне цивилизације, узраст између 10-12 година био је прихватљив у 19. веку, али се током 20. века померио на узраст између 13-18 година.

## Закон
Сексуални однос са особом млађом од сексуалне сагласности се генерално сматра кривичним делом, за које се у различитим земљама изричу казне у распону од принудног рада до смртне казне. Постоје различити појмови који дефинишу ово кривично дело, као што су: сексуално злостављање деце, силовање по закону, кварење малолетника и сл. Пракса спровођења закона који регулишу старост за сексуалну сагласност зависи од друштвене свести. Често се ове одредбе неће примењивати по слову закона ако нема велике разлике у годинама или старија особа није на позицији моћи (нпр. учитељ, свештеник, лекар). Илустровано примером, то би значило да у правном систему где је старост за сексуални пристанак 16 година, 17-годишња особа која има секс са 15-годишњаком обично неће бити кривично гоњена, иако она или она је починио кривично дело.
У Србији је, по кривичном законику, дете је дефинисано као свака особа млађа од 14 година, те малолетна лица старија од 14 година носе пуну правну способност да изјаве сагласност за било који полни однос, чак и са пунолетним особама. Изузетак је случај да је малолетник у вези са особом која има положај одговорности над њиме (наставници у школама, очуси и маћехе, старатељи итд.) и у том случају полни односи су дозвољени тек са 18 година. Несагласни полни односи су покривени кривичним делом силовања ако је особа која није изјаснила сагласност старија од 14 година, док су полни односи са децом, било сагласни било несагласни, забрањени кроз кривично дело обљуба са дететом, које, кроз став 4, дозвољава да дете да сагласност за полни однос са особом која није значајно душевно или телесно зрелија, тј. другим дететом које је прошло кроз пубертет или адолесцентом; тада се старија особа која је ступила у однос кривично не прогони. Од осталих значајних одредби дозвољени су полни односи са родбином особама у истој узрасној категорији (два адолесцента или две одрасле особе, али не и одрасла особа и адолесцент).

### Одбране и изузеци
Старост за сексуалну сагласност је законска граница испод које малолетно лице не може дати правно релевантан сексуални пристанак, односно лице млађе од прописаног узраста за сексуалну сагласност не може дати правно ваљан пристанак на полни однос. Ипак, јављају се неки изузеци.

#### Разумно уверење да је жртва старија од узраста за сексуални пристанак
Неки судови, на пример у Енглеској и Велсу, уверење да је малолетник старији од починиоца може се користити као одбрана на суђењу. Међутим, када је таква могућност дата, то се односи само на случајеве када је лице заиста близу узраста за сексуални пристанак или, на пример, у случајевима када је малолетник користио лажну идентификацију.

#### Брак
У оним земљама у којима је старосна доб за ступање у брак испод узраста за сексуалну сагласност.

#### Слична старосна доб
Док у већини закона постоји само одредба која одређује одређени узраст испод кога је сексуални однос илегалан, у неким земљама, попут Канаде, постоји одредба о изузецима у случају сличне старости. У Канади је старост за сексуални пристанак 16 година, али постоје два изузетка: 14- и 15-годишњаци могу имати секс са особама до пет година старијим од њих, док 12- и 13-годишњаци могу имати секс код особа старијих до две године.од њих. Српски кривични законик дефинише да се неће казнити "учинилац ако између њега и детета не постоји значајнија разлика у њиховој душевној и телесној зрелости" који је починио кривично дело "обљуба са дететом"; самим тим дозвољено је да и 12- и 13- годишњаци имају полни однос са партнером који није значајно старији од њих.

### Несклад и недоследност
Старост за сексуални пристанак није увек иста за све, чак ни у истим правним системима.

#### Неподударност у вези са сексуалном оријентацијом
Неке земље, као што су Бахами, Бермуда, Чиле, Гибралтар, Грчка, Парагвај и Суринам, имају вишу границу за хомосексуалне односе. Ове разлике се генерално сматрају дискриминаторним и елиминишу се. Претходно је у Србији до 2006. постојала разлика по сексуалној оријентацији за мушке хомосексуалне аналне полне односе, који су имали узраст пристанка од 18 година, и осталих полних односа, укључујући мушке непенетративне и женске хомосексуалне односе, који су имали узраст пристанка од 14 година. Ова разлика је укинута са тренутним кривичним закоником 2006. године који је успоставио границу од 14 година за било који вид полног односа, било хетеро- било хомосексуалног.

#### Родна разлика
У неким земљама, као што је Индонезија, постоје различите старосне границе за пол особе у хетеросексуалним везама. У овим државама, старосна доб за сексуални пристанак је обично нижа за жене. У Индонезији, на пример, старост за сексуални пристанак је 16 година за жене и 19 за мушкарце. Као и по питању сексуалне оријентације и овакве разлике се обично сматрају дискриминаторним те су сходно томе елиминисане у великој већини држава.

#### Положај моћи
У неким законима, као што су Енглеска и Велс, старосна граница за сексуалну сагласност је виша у случајевима сексуалних односа где је старија особа у позицији моћи, на пример: између наставника и ученика. Србија има вишу старосну границу за односе особе на положају моћи са њеним штићеником/подређеним и у том случају је узраст сагласности 18 година, за разлику од полних односа без уплива положаја моћи где је узраст сагласности 14 година.

#### Родоскврнуће
Важи само за земље које допуштају полне односе међу сродницима. У Србији тренутно постоји неподударност везана за родоскврнуће, којом се сагласност за овакве односе ограничава на особе исте узрасне категорије (особе од 14 до 18 година, старији малолетници, у сродству смеју да дају међусобну сагласност за полни однос, као и две одрасле особе преко 18 година, али однос између одрасле и малолетне особе у сродству се сматра кривичним делом за које не важи концепт сагласности чак и кад је јасно изречена).

### Почетак пубертета као доба сексуалне сагласности
У неким земљама не постоји фиксна старосна граница за сексуални пристанак. Такве земље дефинишу да је секс дозвољен са особама које су полно зреле. Код жена, то значи да менарха означава доба сексуалне сагласности. Алтернативно пубертет може да буде почетак ограничене сексуалне сагласности, где особа може да ступи у полни однос са особом не значајно старијом од себе. Пример је Србија, где су од гоњења за кривично дело "обљуба са дететом" изузете особе које су "не значајно душевно и телесно зрелије" од детета (особе млађе од 14 година) са којим су ступили у полни однос. Тиме је пубертет (односно менарха/прва ејакулација) де факто почетак ограничене сексуалне сагласности, након чега се са 14 година стиче способност давања пуне сексуалне сагласности.

### Екстериторијално важење
Све је чешћи случај да се закон о узрасту за сексуалну сагласност не односи само на полне односе који се остварују на територији државе у којој се закон примењује, већ се примењује и на држављане те државе када бораве у иностранству. Ова законска дефиниција има за циљ да смањи сексуални туризам са децом.